# Chiesa di San Nicolò (Matrei in Osttirol)

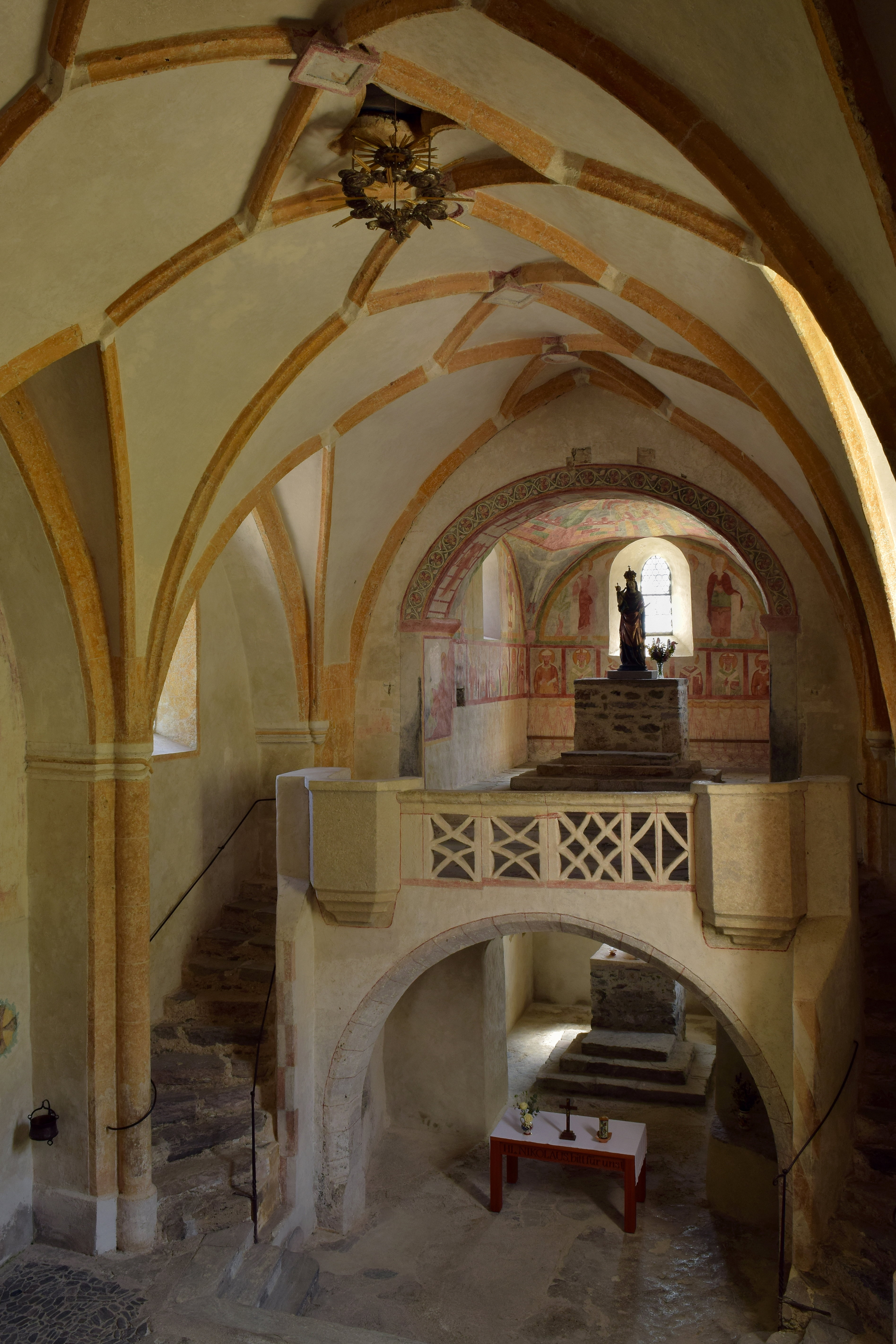
Veduta interna con le aule del coro disposte una sopra l'altra

St. Nikolaus è una chiesa di campagna di rito cattolico, dedicata a San Nicola nella frazione Ganz del comune di Matrei in Osttirol. L'origine risale al XII e XIII secolo. Le prime parti dell'edificio furono costruite nel XII secolo, in stile romanico.
La chiesa è a navata unica senza abside Il coro di levante, edificato nel XII secolo, è sopraelevato da una torre aggiunta un secolo dopo, motivo per cui si parla anche di "chiesa dalla torre orientale". Molto particolare ed interessante è la struttura delle due sale del coro, disposte una sopra l'altra.
Nel corso della trasformazione gotica della navata, che fu completata non prima del XIV secolo, l'interno, a tetto piatto, venne coperto da una volta a rete. Ad ovest fu aggiunta una galleria, mentre ad est furono installate due rampe di scale che portavano al coro superiore.
All'interno si conservano pregevoli resti di affreschi di varie fasi pittoriche. Gli affreschi delle cappelle dei cori superiori e inferiori con raffigurazioni del paradiso terrestre e celeste risalgono al 1270 circa. Nel coro inferiore ci sono quattro triangoli con quattro scene della Genesi: La creazione di Eva (1º triangolo), La caduta dell'uomo (2º triangolo), La cacciata dal paradiso (3º triangolo) e Il pentimento dei progenitori (4º triangolo).
Gli affreschi del coro superiore provengono dalla scuola pittorica padano-bizantina Con tipica iconografia di santi. Probabilmente nel XVIII secolo questi affreschi furono imbiancati; progressivamente scoperti, vennero restaurati dal 1881 in poi.